# داي نستيرول
داينسترول وبالإنجليزية (Dienestrol) ( INN ، USAN ) (الأسماء التجارية أورثو دينيسترول، دينوستيرول، دينوستيرول أورثو، سيسادين، دينسترولين، ديينول، دينوفيكس، فولورمون، إسترودين، سينسترول) المعروف أيضًا باسم دينوستيرول هواستروجين صناعي غير ستيرويدي من مجموعة ستيلبيسترول التي كانت أو استخدمت لعلاج أعراض سن اليأس في الولايات المتحدة وأوروبا.    تمت دراسة استخدامه عن طريق المستقيم في علاج سرطان البروستاتا لدى الرجال أيضًا.  تم تقديم الدواء في الولايات المتحدة في عام 1947 بواسطة شيرينغ أيه جي باسم سينسترول وفي فرنسا في عام 1948 باسم سيكلاديين. دينسترول هو تناظرية قريبة من ثنائي إيثيل ستيلبوستيرول. لديها ما يقرب من 223 ٪ و404 ٪ من تقارب استراديول في مستقبل الإستروجين الفا ومستقبل الإستروجين بيتا، على التوالي. 
يوجد أيضًا داينستيرول ثنائي اسيتات (الأسماء التجارية فراجينول وجينوسيرول وغيرها) وقد تم استخدامه طبيًا. 